# アクビガール
『アクビガール』は、2006年4月2日から2006年9月30日まで放送されたアニメ作品。『ハクション大魔王』の登場キャラクター、アクビちゃんを主人公としたスピンオフ作品。2011年7月29日から関連作品としてMobage『アクビガール〜魔法のレシピ〜』の提供を開始。ナレーションは郷田ほづみ。現在は本作をモチーフとしたキャラクターグッズなどが多数発売されている。

## ストーリー
ジニーのアクビちゃんと、おませな小学生の女の子るるちゃんが繰り広げるドタバタコメディー。アクビちゃんは、るるちゃんが密かに思いを寄せるいとし君との仲を接近させるため、恋のキューピットを買って出るがいつも失敗ばかり。二人の頑張りが続く。

## 登場キャラクター
アクビ
声 - 金田朋子
アクビによって壷から出現する、いたずら好きでかわいい魔法を使うジニー。前作、前々作と違い、今作では初回から壺の持ち主（るる）と面識がある。
夢見 るる（ゆめみ るる）
声 - 小桜エツコ
おてんばな小学1年生の少女。いとしとは隣に住んでいる幼なじみ。
愛田 いとし（あいだ いとし）
声 - かかずゆみ
るるが片想いしている小学1年生の少年。るるとは隣に住んでいる幼なじみ。
ナレーション - 郷田ほづみ
アバンナレーション - 大平透

## スタッフ
- 監督・レイアウト - 荒川眞嗣
- 企画・キャラクターデザイン - 吉田すずか
- シリーズ構成 - 山田隆司
- 総作画監督 - 谷津美弥子
- 小物設定 - 渡辺麻貴子
- 美術監督 - 井野川潔美
- 美術設定 - 益田賢治
- 色彩設定 - 水野愛子
- 音響監督 - 郷田ほづみ
- 劇伴 - 稲葉光秀
- 撮影監督 - 松山正彦
- 編集 - 岡安プロモーション
- 音響効果 - 古宮理恵 (アニメサウンド)
- 録音調整 - 加藤恵美、西澤規夫
- 録音スタジオ - 整音スタジオ
- 音響制作担当 - 森田洋介
- 音響制作 - ザック・プロモーション
- プロデューサー - 吉田昇一
- 制作プロデューサー - 坂井憲興
- 営業プロデューサー - 成嶋彩弥
- アニメーション制作 - スタジオロン
- 制作 - 竜の子プロダクション

## 主題歌
オープニングテーマ「アクビ娘（ニュー・ヴァージョン）」
作詞 - 丘灯至夫 / 作曲 - 和田香苗 / 編曲 - 葛西おさむ / 歌 - MAI
開始前には前2作でハクション大魔王を演じた大平透によるアバンナレーションが入る。
映像は『ハクション大魔王』時代の映像オマージュが一部存在する。またラストの制作クレジットは、画面左に現れた「タツノコマーク」が吐き出した物が「タツノコプロ」に変わるという、かつて『けろっこデメタン』・『新造人間キャシャーン』（前期）・『タイムボカン』などで見られたクレジットと同じである。
アニメ本編では「ニュー・ヴァージョン」と表記されているがCDでは「new version」と英語表記である。CDには本作がデビューとなる16歳のMAIが歌う「new version」の他、SUZUKAの歌う「2006 SUZUKA version」が収録されている。SUZUKAとは本作の企画・キャラクターデザインを手掛けている吉田すずかの変名。

## 各話リスト
| 話数          | サブタイトル                            | 脚本     | 絵コンテ | 演出     | 作画監督   |
| ------------- | --------------------------------------- | -------- | -------- | -------- | ---------- |
| 1             | 『でまして きまして アクビちゃん!』の話 | 山田隆司 | 荒川眞嗣 | 鈴木薫   | 谷津美弥子 |
| 2             | 『お熱なんて大キライ!』の話             | 山下憲一 | 荒川眞嗣 | 鈴木薫   | 飯田宏義   |
| 3             | 『お菓子に愛をこめて!』の話             | 待田堂子 | 荒川眞嗣 | 鈴木薫   | 谷津美弥子 |
| 4             | 『絵がうまくなりた〜い!』の話           | 山下憲一 | 玉川真人 | 鈴木薫   | 飯田宏義   |
| 5             | 『手をつなぎたいの!』の話               | 待田堂子 | 荒川眞嗣 | 鈴木薫   | 井口忠一   |
| 6             | 『お星さま☆お願い!』の話                | 山下憲一 | 玉川真人 | 鈴木薫   | 井口忠一   |
| 7             | 『ダイエット! ファイト!』の話           | 中瀬理香 | 荒川眞嗣 | 鈴木薫   | 飯田宏義   |
| 8             | 『お片づけしなくちゃ!』の話             | 山下憲一 | 荒川眞嗣 | 鈴木薫   | 飯田宏義   |
| 9             | 『るるちゃんのラブ♥ラブ日記』の話       | 待田堂子 | 荒川眞嗣 | 鈴木薫   | 谷津美弥子 |
| 10            | 『るるちゃん華麗に変身する!』の話       | 中瀬理香 | 荒川眞嗣 | 鈴木薫   | 谷津美弥子 |
| 11            | 『お花でハートをつたえちゃおー!』の話   | 待田堂子 | 玉川真人 | 玉川真人 | 飯田宏義   |
| 12            | 『恋のおまじないはシー!』の話           | 山下憲一 | 荒川眞嗣 | 鈴木薫   | 谷津美弥子 |
| 13            | 『お化け屋敷でキャー!』の話             | 待田堂子 | 玉川真人 | 鈴木薫   | 水村十司   |
| 14            | 『眠らないんだもん!』の話               | 山下憲一 | 荒川眞嗣 | 鈴木薫   | 飯田宏義   |
| 15            | 『かわいいお花育てましょ!』の話         | 中瀬理香 | 玉川真人 | 玉川真人 | 飯田宏義   |
| 16            | 『当たって! ラッキーピッグ!』の話       | 待田堂子 | 荒川眞嗣 | 鈴木薫   | 谷津美弥子 |
| 17            | 『主役はわ・た・し!』の話               | 待田堂子 | 荒川眞嗣 | 鈴木薫   | 谷津美弥子 |
| 18            | 『ネコになりたいの!』の話               | 中瀬理香 | 荒川眞嗣 | 鈴木薫   | 水村十司   |
| 19            | 『スマイルは禁止?!』の話                | 待田堂子 | 玉川真人 | 鈴木薫   | 谷津美弥子 |
| 20            | 『スイーツ♥ハッスル!』の話              | 山下憲一 | 荒川眞嗣 | 鈴木薫   | 飯田宏義   |
| 21            | 『スーパーヒロインになっちゃった!』の話 | 山下憲一 | 荒川眞嗣 | 鈴木薫   | 谷津美弥子 |
| 22            | 『魔法の惚れクスリ!』の話               | 中瀬理香 | 玉川真人 | 鈴木薫   | 飯田宏義   |
| 23            | 『ご主人たまはいとしたま!』の話         | 山下憲一 | 玉川真人 | 玉川真人 | 谷津美弥子 |
| 24            | 『ラブラブ♥パニック!』の話              | 山下憲一 | 荒川眞嗣 | 鈴木薫   | 飯田宏義   |
| 25            | 『よくばりロマンチック♥』の話           | 中瀬理香 | 荒川眞嗣 | 鈴木薫   | 谷津美弥子 |
| 26 （最終回） | 『魔法の国につれて行って!』の話         | 待田堂子 | 荒川眞嗣 | 鈴木薫   | 谷津美弥子 |

## 放送局
| 放送局             | 放送日         | 放送時間             |
| ------------------ | -------------- | -------------------- |
| tvk                | 2006年4月2日 - | 日曜 18:10 - 18:15   |
| テレ玉             | 2006年4月3日 - | 月曜 17:55 - 18:00   |
| KBS京都            | 2006年4月4日 - | 火曜 17:50 - 17:55   |
| チバテレビ         | 2006年4月5日 - | 水曜 16:55 - 17:00   |
| 三重テレビ         | 2006年4月8日 - | 土曜 15:55 - 16:00   |
| キッズステーション | 2006年7月 -    | 曜日不明 7:40 - 7:45 |